# Hygrohypnella duriuscula
Hygrohypnella duriuscula là một loài rêu trong họ Scorpidiaceae. Loài này được (De Not.) Ignatov & Ignatova mô tả khoa học đầu tiên năm 2004.